# فلیکس ترینیداد
فلیکس ترینیداد (انگلیسی: Félix Trinidad؛ زادهٔ ۱۰ ژانویهٔ ۱۹۷۳) بوکسور اهل پورتوریکو است.